# Kibara aruensis
Kibara aruensis är en tvåhjärtbladig växtart som beskrevs av Odoardo Beccari. Kibara aruensis ingår i släktet Kibara och familjen Monimiaceae. Inga underarter finns listade i Catalogue of Life.